# Anagrus gonzalezae
Anagrus gonzalezae är en stekelart som beskrevs av Triapitsyn 1997. Anagrus gonzalezae ingår i släktet Anagrus och familjen dvärgsteklar.
Artens utbredningsområde är:
- Guyana.
- Honduras.
- Panama.

Inga underarter finns listade i Catalogue of Life.